# Vauquelinia potosina
Vauquelinia potosina är en rosväxtart som beskrevs av Pointer och Paul Carpenter Standley. Vauquelinia potosina ingår i släktet Vauquelinia och familjen rosväxter. Inga underarter finns listade i Catalogue of Life.